# Municipio de Santo Domingo Xenacoj
Municipio de Santo Domingo Xenacoj är en kommun i Guatemala.   Den ligger i departementet Departamento de Sacatepéquez, i den centrala delen av landet, 21 km väster om huvudstaden Guatemala City.